# Carla Formaggio
Carla Formaggio (22 aprile 1930) è un'ex cestista italiana.

## Carriera
Ha disputato con l'Italia i Campionati europei del 1954 e del 1956.